# Liste der Biografien/Yam
Liste der Biografien |
Portal Biografien |
Personensuche
# |
A |
B |
C |
D |
E |
F |
G |
H |
I |
J |
K |
L |
M |
N |
O |
P |
Q |
R |
S |
T |
U |
V |
W |
X |
Y |
Z |
?
 
Ya |
Yb |
Yc |
Yd |
Ye |
Yf |
Yg |
Yh |
Yi |
Yk |
Yl |
Ym |
Yn |
Yo |
Yp |
Yr |
Ys |
Yt |
Yu |
Yv |
Yw |
Yx |
Yz
 
Yaa |
Yab |
Yac |
Yad |
Yae |
Yaf |
Yag |
Yah |
Yai |
Yaj |
Yak |
Yal |
Yam |
Yan |
Yao |
Yap |
Yaq |
Yar |
Yas |
Yat |
Yau |
Yav |
Yaw |
Yax |
Yay |
Yaz
Die Liste der Biografien führt alle Personen auf, die in der deutschsprachigen Wikipedia einen Artikel haben. Dieses ist eine Teilliste mit 593 Einträgen von Personen, deren Namen mit den Buchstaben „Yam“ beginnt.

## Yam
- Yam, Alex (* 1981), singapurischer Politiker (PAP), MP
- Yam, Simon (* 1955), chinesischer SchauspielerSimon Yam (* 1955)

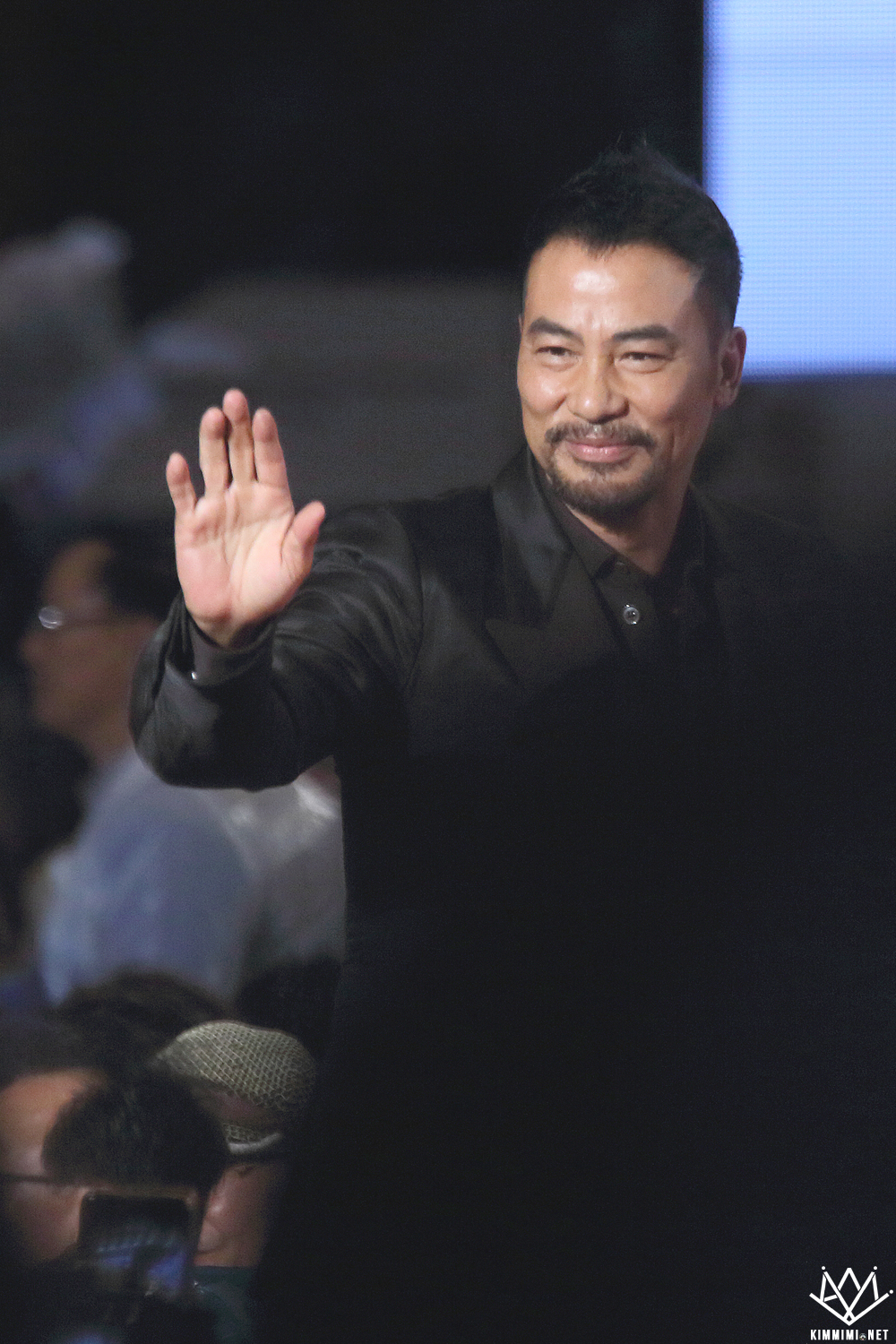
Simon Yam (* 1955)

- Yam, Vivian (* 1963), chinesische Chemikerin

### Yama
- Yamã, Yaguarê (* 1973), brasilianischer Schriftsteller indigener Herkunft

#### Yamab
- Yamabe no Akahito, japanischer Dichter
- Yamabe, Hidehiko (1923–1960), japanischer Mathematiker
- Yamabe, Kanae (* 1990), japanische Judoka

#### Yamad
- Yamada Nagamasa (1590–1630), japanischer Abenteurer
- Yamada, Akiyoshi (1844–1892), japanischer Generalleutnant und Politiker
- Yamada, Bimyō (1868–1910), japanischer Schriftsteller, Dichter und Literaturkritiker
- Yamada, Chiaki (* 1966), japanische Fußballspielerin
- Yamada, Courtney (* 1980), US-amerikanische Skeletonfahrerin
- Yamada, Eimi (* 1959), japanische Schriftstellerin
- Yamada, Eri (* 1984), japanische Softballspielerin

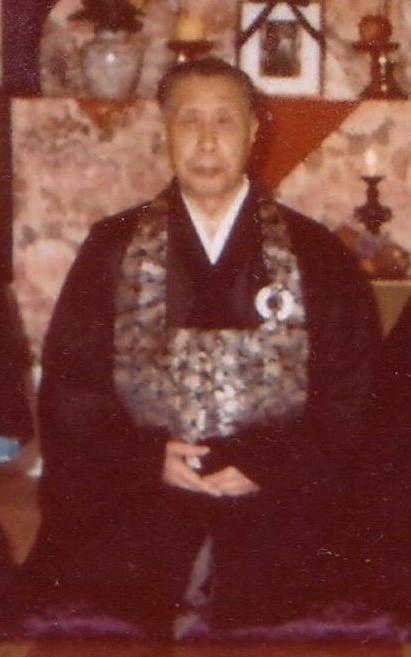
Yamada Kōun (1907–1989)

- Yamada, Fūki (* 2001), japanischer Fußballspieler
- Yamada, Fūtarō (1922–2001), japanischer Schriftsteller
- Yamada, Genki (* 1994), japanischer Fußballspieler
- Yamada, Ginzō (1915–1978), japanischer Skilangläufer
- Yamada, Goki (* 2000), japanischer Fußballspieler
- Yamada, Gorō (1894–1958), japanischer Fußballspieler und -trainer
- Yamada, Hanako (1967–1992), japanische Manga-Zeichnerin
- Yamada, Hatsue (* 1930), japanische Architektin
- Yamada, Hidetaka (* 1976), japanischer Badmintonspieler
- Yamada, Hiroki (* 1982), japanischer Skispringer
- Yamada, Hiroki (* 1988), japanischer Fußballspieler
- Yamada, Hiromi (* 1974), japanische Badmintonspielerin
- Yamada, Hiroshi (* 1958), japanischer Politiker
- Yamada, Hiroto (* 2000), japanischer Fußballspieler
- Yamada, Hisanari (1907–1987), japanischer Beamter und Politiker
- Yamada, Hisao (1930–2008), japanischer Informatiker
- Yamada, Isuzu (1917–2012), japanische Schauspielerin
- Yamada, Itsuki (* 1990), japanischer Fußballspieler
- Yamada, Izumi (* 1978), japanische Skispringerin
- Yamada, Kanematsu (1903–1977), japanischer Marathonläufer
- Yamada, Katsumi (1905–1970), japanischer Skisportler
- Yamada, Kazuki (* 1979), japanischer Dirigent und Orchesterleiter
- Yamada, Kazuo (1912–1991), japanischer Musiker, Dirigent und Komponist
- Yamada, Kazushi (* 1987), japanischer Badmintonspieler
- Yamada, Keichū (1868–1934), japanischer Maler der Nihonga-Richtung
- Yamada, Keiji (* 1954), japanischer Politiker
- Yamada, Keiko (* 1972), japanische Sängerin
- Yamada, Kenji (* 1989), japanischer Fußballspieler
- Yamada, Kintetsu, japanische Mangaka
- Yamada, Kio (* 2000), japanischer Fußballspieler
- Yamada, Kōhei (* 1989), japanischer Fußballspieler

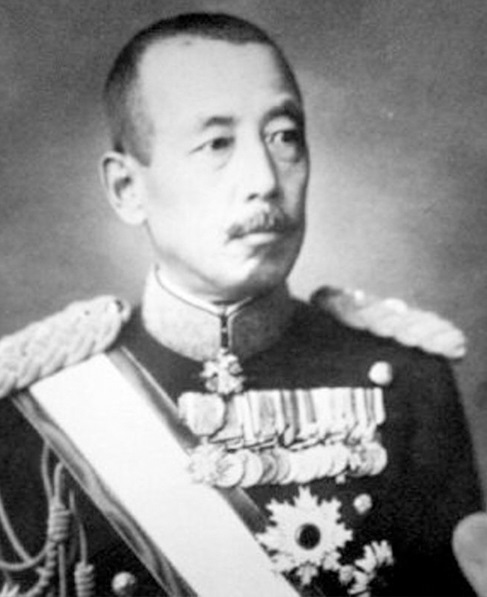
Yamada Otozō (1881–1965)

- Yamada, Kōji (* 1998), japanischer Fußballspieler
- Yamada, Kōsaku (1886–1965), japanischer Komponist
- Yamada, Kōta (* 1999), japanischer Fußballspieler
- Yamada, Kotarō (* 1992), japanischer Eishockeyspieler
- Yamada, Kōun (1878–1956), japanischer Maler der Nihonga-Richtung
- Yamada, Kōun (1907–1989), japanischer Zen-MeisterYamada Kōun (1907–1989)
- Yamada, Kyōya (* 2001), japanischer Fußballspieler
- Yamada, Manato (* 2001), japanischer Fußballspieler
- Yamada, Mariko (* 1950), US-amerikanische Politikerin
- Yamada, Masaaki (1930–2010), japanischer Maler
- Yamada, Masaaki (* 1942), japanischer Plasmaphysiker
- Yamada, Masahiko (* 1942), japanischer Politiker
- Yamada, Masamichi (* 1981), japanischer Fußballspieler
- Yamada, Masaru (* 1994), japanischer Degenfechter
- Yamada, Masayuki (* 1994), japanischer Fußballspieler
- Yamada, Matsuichi (* 1961), japanischer Fußballspieler
- Yamada, Miku (* 1999), japanische Sprinterin
- Yamada, Minoru (* 1930), japanischer Bauingenieur, Erdbebenforscher und Hochschullehrer
- Yamada, Mitsuo (* 1994), japanischer Fußballspieler
- Yamada, Moritarō (1897–1980), japanischer Marxist
- Yamada, Murasaki (1948–2009), japanische Manga-Zeichnerin
- Yamada, Nao (* 2002), japanischer Fußballspieler
- Yamada, Naoki (* 1990), japanischer Fußballspieler
- Yamada, Naoko (* 1984), japanische Animatorin und Filmregisseurin
- Yamada, Naoyuki (* 1987), japanischer Fußballspieler
- Yamada, Nobuhisa (* 1975), japanischer Fußballspieler
- Yamada, Otozō (1881–1965), General der Kaiserlich Japanischen ArmeeYamada Otozō (1881–1965)
- Yamada, Riku (* 1998), japanischer Fußballspieler
- Yamada, Saburō (1869–1965), japanischer Jurist
- Yamada, Sakao (1918–1986), japanischer Ingenieur und Unternehmer
- Yamada, Seiko (* 1978), japanische Badmintonspielerin
- Yamada, Shin (* 2000), japanischer Fußballspieler
- Yamada, Shinji (* 1994), japanischer Fußballspieler
- Yamada, Shinzō (1914–2000), japanischer Skilangläufer und Nordischer Kombinierer
- Yamada, Shūhei (* 1993), japanischer Fußballspieler
- Yamada, Sōtarō (* 1985), japanischer Kugelstoßer
- Yamada, Taichi (1934–2023), japanischer Schriftsteller, Essayist und Drehbuchautor
- Yamada, Taiki (* 2002), japanischer Fußballspieler
- Yamada, Takafumi (* 1992), japanischer Fußballspieler
- Yamada, Takahiro (* 1972), japanischer Fußballspieler
- Yamada, Takumi (* 1989), japanischer Fußballspieler
- Yamada, Takuya (* 1974), japanischer Fußballspieler
- Yamada, Takuya (* 1978), japanischer Bogenbiathlet und Skilangläufer
- Yamada, Terumichi (* 1953), japanischer Jazzmusiker (Kontrabass)
- Yamada, Tomohiko (1931–2001), japanischer Bankangestellter und Schriftsteller
- Yamada, Yasmine (* 1997), Schweizer Eiskunstläuferin
- Yamada, Yasuhiro (1968–2013), japanischer Fußballspieler
- Yamada, Yasuo (1932–1995), japanischer Schauspieler, Hörspiel- und Synchronsprecher
- Yamada, Yōichi, japanischer Videospieleentwickler
- Yamada, Yōji (* 1931), japanischer Filmregisseur und Drehbuchautor
- Yamada, Yoshifumi (* 1981), japanischer Fußballspieler
- Yamada, Yoshio (1873–1958), japanischer Sprachwissenschaftler
- Yamada, Yuki (* 1983), japanischer Dartspieler
- Yamada, Yurina (* 1996), japanische Skispringerin
- Yamada, Yūto (* 2000), japanischer Fußballspieler
- Yamada, Yūto (* 2001), japanischer Fußballspieler
- Yamada, Yūya (* 1988), japanischer Fußballspieler
- Yamadera, Kōichi (* 1961), japanischer Synchronsprecher und Schauspieler
- Yamadera, Yusaku (* 1997), japanischer Fußballspieler

#### Yamaf
- Yamafuji, Hiromi (1944–1984), japanischer Radrennfahrer
- Yamafuji, Kenta (* 1986), japanischer Fußballspieler

#### Yamag
- Yamaga, Sokō (1622–1685), japanischer Gelehrter
- Yamagami, Tetsuya, japanischer Attentäter
- Yamagata, Aritomo (1838–1922), japanischer Militärführer, Nationalheld und der 3. und 9. PremierministerYamagata Aritomo (1838–1922)

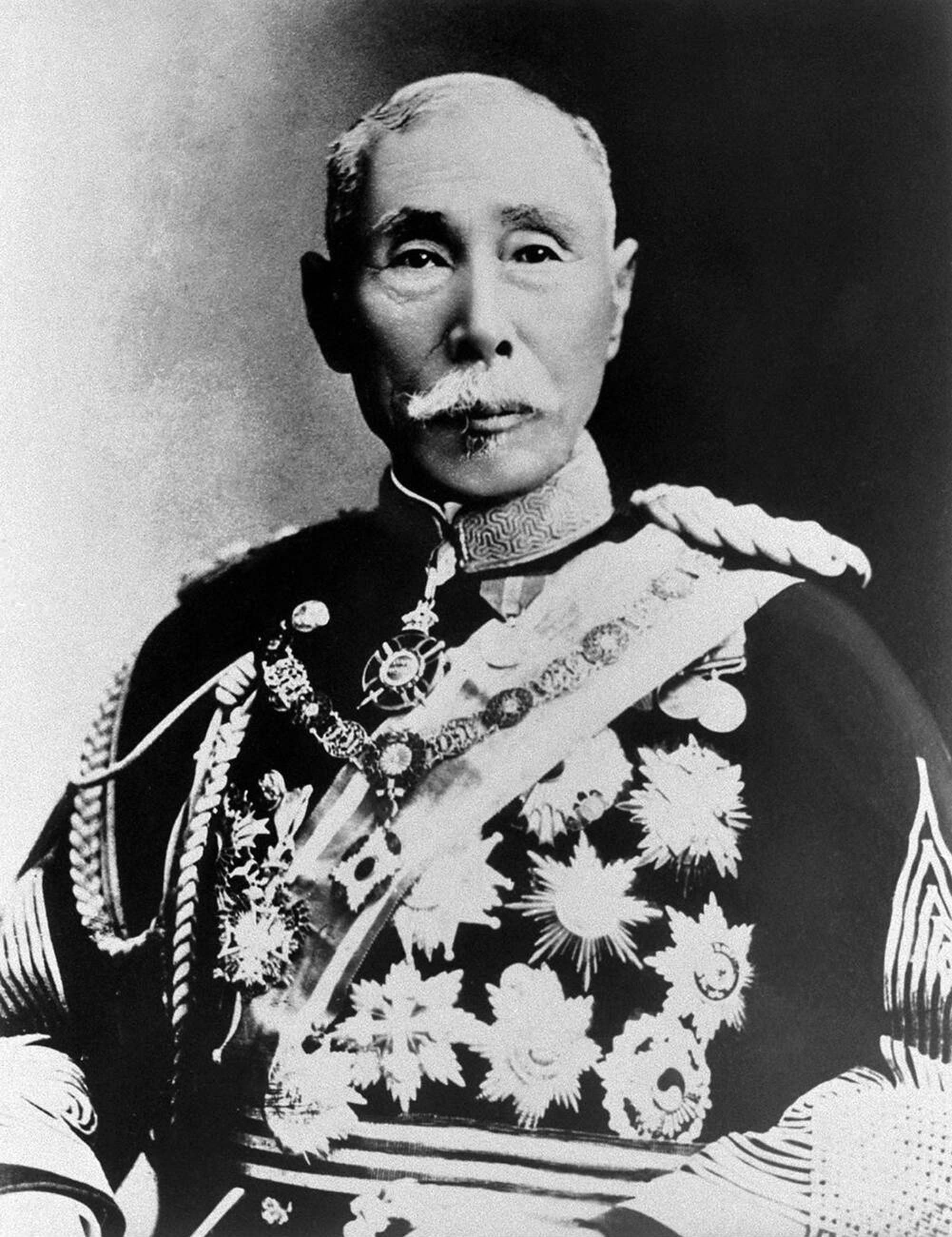
Yamagata Aritomo (1838–1922)

- Yamagata, Bantō (1748–1821), japanischer Reishändler und Gelehrter
- Yamagata, Daini (1725–1767), japanischer konfuzianischer Gelehrter und Denker
- Yamagata, Hiro (* 1948), Maler und Künstler
- Yamagata, Isaburō (1852–1927), japanischer Regierungsbeamter, Minister für Kommunikation
- Yamagata, Kyōhei (* 1981), japanischer Fußballspieler
- Yamagata, Masao (1898–1981), japanischer Schiffsbauingenieur
- Yamagata, Rachael (* 1977), amerikanische Sängerin, Songwriterin und Klavierspielerin
- Yamagata, Ryōta (* 1992), japanischer Sprinter
- Yamagata, Tatsunori (* 1983), japanischer Fußballspieler
- Yamagishi, Akira (1929–2016), japanischer Gewerkschaftsführer
- Yamagishi, Emi (* 1986), japanische Judoka
- Yamagishi, Norihiro (* 1978), japanischer Fußballspieler
- Yamagishi, Ryōko (* 1947), japanische Manga-Zeichnerin
- Yamagishi, Sachiko (* 1973), japanische Fußballschiedsrichterin
- Yamagishi, Satoru (* 1983), japanischer Fußballspieler
- Yamagishi, Yasuyo (* 1979), japanische Fußballspielerin
- Yamagishi, Yutaka (* 1967), japanischer Autorennfahrer
- Yamagishi, Yūya (* 1993), japanischer Fußballspieler
- Yamagiwa, Katsusaburō (1863–1930), japanischer Pathologe
- Yamagō, Nozomi (* 1975), japanische Fußballspielerin
- Yamaguchi, Akane (* 1997), japanische Badmintonspielerin
- Yamaguchi, Akihiro (* 1994), japanischer Schwimmer
- Yamaguchi, Atsushi (* 1980), japanischer Fußballspieler
- Yamaguchi, Daiki (* 1997), japanischer Fußballspieler
- Yamaguchi, Eri (* 1973), japanische Marathonläuferin
- Yamaguchi, Gen (1896–1976), japanischer Holzschnittkünstler und Buchgestalter
- Yamaguchi, Gōgen (1909–1989), japanischer Karatemeister des Goju-Ryu Karate-Stils
- Yamaguchi, Harukichi (1881–1938), Gründer, Namensgeber und erster Kumicho von Yamaguchi-gumi
- Yamaguchi, Hitomi (1923–1995), japanischer Schriftsteller
- Yamaguchi, Hōshun (1893–1971), japanischer Maler
- Yamaguchi, Hotaru (* 1990), japanischer Fußballspieler
- Yamaguchi, Ichirō (* 1947), japanischer Philosoph
- Yamaguchi, Kaori (* 1964), japanische Judoka
- Yamaguchi, Kaori (* 1974), japanische Schauspielerin
- Yamaguchi, Kaoru (1907–1968), japanischer Maler
- Yamaguchi, Kappei (* 1965), japanischer Synchronsprecher (Seiyū) und SchauspielerKappei Yamaguchi (* 1965)

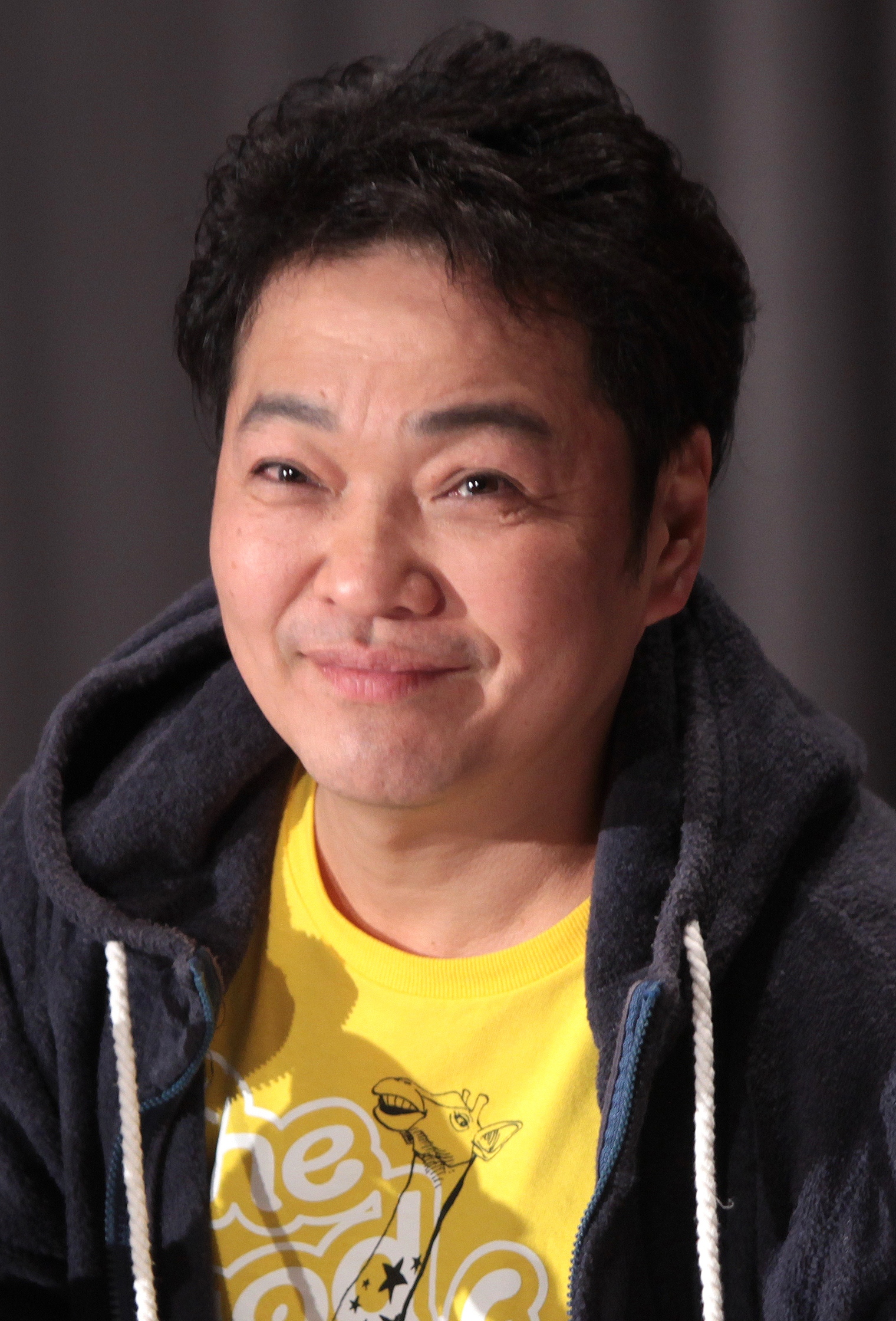
Kappei Yamaguchi (* 1965)

- Yamaguchi, Kayō (1899–1984), japanischer Maler
- Yamaguchi, Kazuki (* 1986), japanischer Fußballspieler
- Yamaguchi, Kazuki (* 1995), japanischer Fußballspieler
- Yamaguchi, Kazuma (* 1996), japanischer Fußballspieler
- Yamaguchi, Kei (* 1983), japanischer Fußballspieler
- Yamaguchi, Keiji (* 1974), japanischer Boxer im Halbfliegengewicht
- Yamaguchi, Kōsei (* 1991), japanischer Langstrecken- und Hindernisläufer
- Yamaguchi, Kristi (* 1971), US-amerikanische EiskunstläuferinKristi Yamaguchi (* 1971)

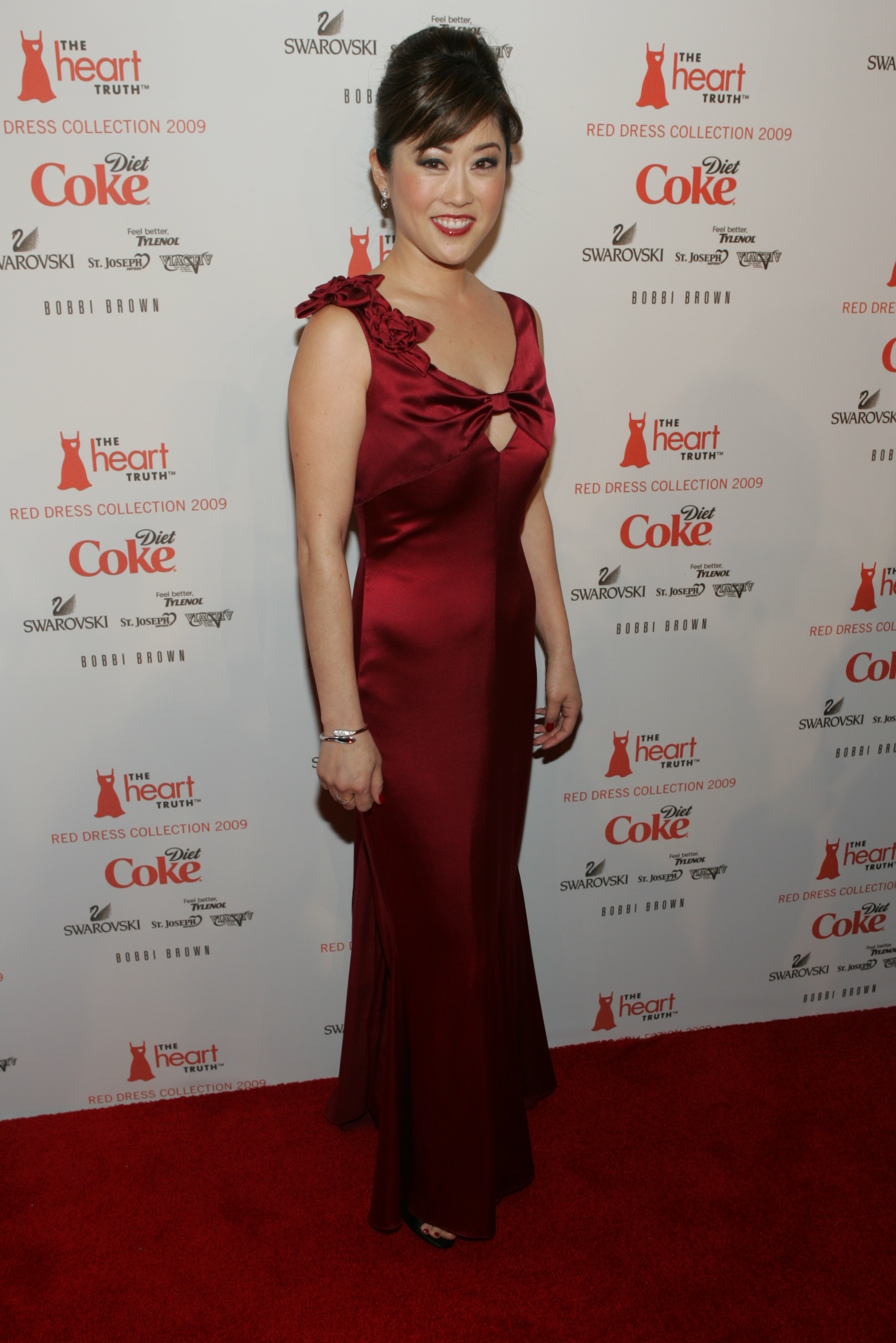
Kristi Yamaguchi (* 1971)

- Yamaguchi, Louis (* 1998), japanischer Fußballspieler
- Yamaguchi, Mabumi (* 1946), japanischer Jazzmusiker (Tenor- und Sopransaxophon)
- Yamaguchi, Mai (* 1983), japanische Volleyballspielerin
- Yamaguchi, Mami (* 1986), japanische Fußballspielerin
- Yamaguchi, Mei (* 1999), japanische Tennisspielerin
- Yamaguchi, Mizuki (* 1993), japanische Skispringerin
- Yamaguchi, Momoe (* 1959), japanische Sängerin, Schauspielerin und Japanisches Idol
- Yamaguchi, Motohiro (* 1969), japanischer Fußballspieler
- Yamaguchi, Natsuo (* 1952), japanischer Politiker
- Yamaguchi, Noboru (1902–1942), zweiter Bandenchef der Yamaguchi-gumi
- Yamaguchi, Noboru (1972–2013), japanischer Autor von Light Novels und Computerspielszenarien
- Yamaguchi, Otoya (1943–1960), japanischer Ultranationalist
- Yamaguchi, Paul Aijirō (1894–1976), japanischer Erzbischof der römisch-katholischen Kirche
- Yamaguchi, Renshi (* 1992), japanischer Fußballspieler
- Yamaguchi, Satoshi (* 1959), japanischer Fußballtorhüter
- Yamaguchi, Satoshi (* 1978), japanischer Fußballspieler
- Yamaguchi, Sayoko (1950–2007), japanisches Model und Schauspielerin
- Yamaguchi, Sayuri (* 1966), japanische Fußballspielerin
- Yamaguchi, Seigo (1924–1996), japanischer Shihan des Aikido
- Yamaguchi, Seishi (1901–1994), japanischer Haiku-Dichter
- Yamaguchi, Seison (1892–1988), japanischer Haiku-Dichter und Bergbauwissenschaftler
- Yamaguchi, Seiya (* 1993), japanischer Fußballspieler
- Yamaguchi, Sekkei (1644–1732), japanischer Maler
- Yamaguchi, Senji (1930–2013), japanischer Anti-Atomwaffen-Aktivist
- Yamaguchi, Shinji (* 1996), japanischer Fußballspieler
- Yamaguchi, Shizue (1917–2012), japanische Politikerin
- Yamaguchi, Shun’ichi (* 1950), japanischer Politiker
- Yamaguchi, Sodō (1642–1716), japanischer Haiku-Poet
- Yamaguchi, Soken (1759–1818), japanischer Maler
- Yamaguchi, Susumu (1897–1983), japanischer Holzschnittkünstler
- Yamaguchi, Takahiro (* 1984), japanischer Fußballspieler
- Yamaguchi, Takayuki (* 1973), japanischer Fußballspieler
- Yamaguchi, Takeo (1902–1983), japanischer Maler
- Yamaguchi, Takeshi (* 1979), japanischer Fußballspieler

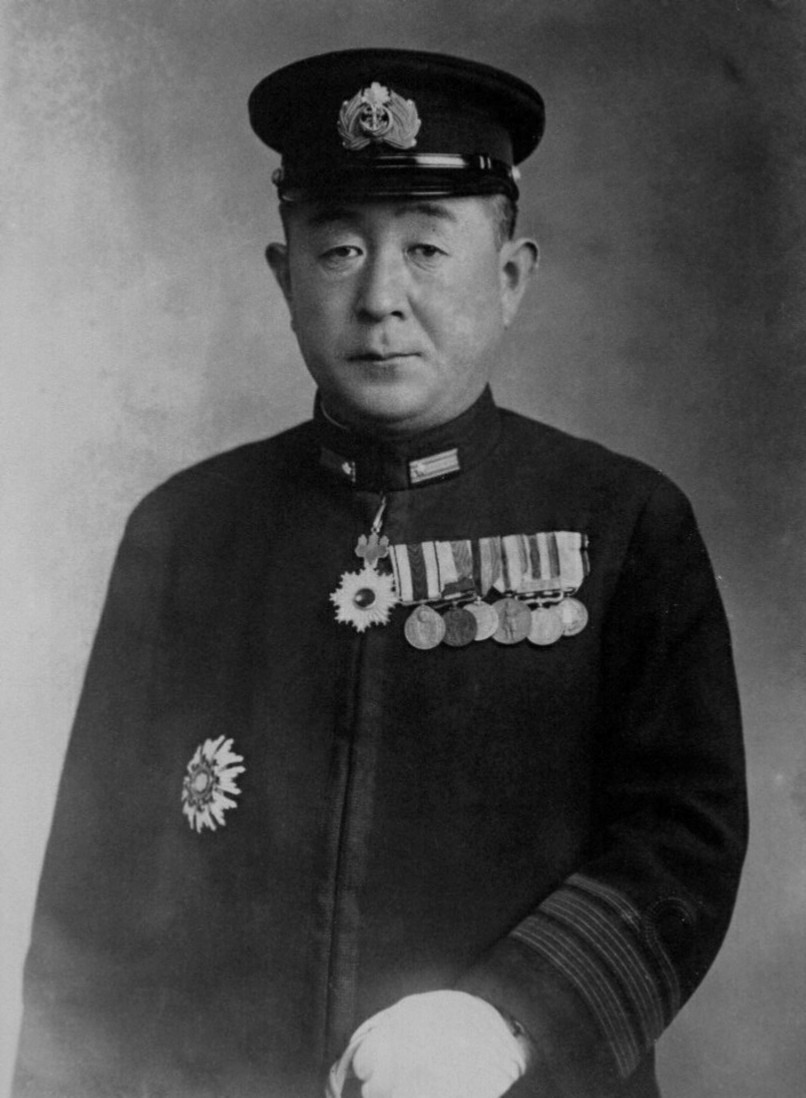
Yamaguchi Tamon (1892–1942)

- Yamaguchi, Takumi (* 2000), japanischer Fußballspieler
- Yamaguchi, Tamon (1892–1942), japanischer KonteradmiralYamaguchi Tamon (1892–1942)
- Yamaguchi, Tatsuya (* 2000), japanischer Fußballspieler
- Yamaguchi, Tetsuharu (* 1977), japanischer Fußballspieler
- Yamaguchi, Toshihiro (* 1971), japanischer Fußballspieler
- Yamaguchi, Tsubasa, japanische Mangaka
- Yamaguchi, Tsutomu (1916–2010), japanischer Überlebender der Atombombenabwürfe
- Yamaguchi, Tsuyoshi (* 1954), japanischer Politiker
- Yamaguchi, Tsuyoshi (* 1984), japanischer Curler
- Yamaguchi, Yoshinori (* 1965), japanischer Politiker
- Yamaguchi, Yoshitada (* 1944), japanischer Fußballspieler
- Yamaguchi, Yūichirō (* 1956), japanischer Musical-Darsteller
- Yamaguchi, Yūko (* 1955), japanische Designerin und Illustratorin
- Yamaguti, Satyu (1894–1976), japanischer Parasitologe, Entomologe und Helminthologe

#### Yamah
- Yamaha, Torakusu (1851–1916), japanischer Konzerngründer (Yamaha Corporation)Torakusu Yamaha (1851–1916)

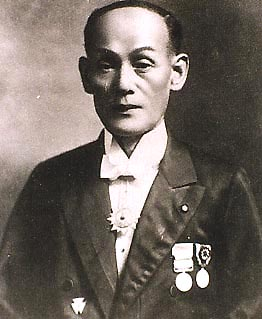
Torakusu Yamaha (1851–1916)

- Yamahana, Ikuo (* 1967), japanischer Politiker
- Yamahara, Kōtarō (* 2000), japanischer Fußballspieler
- Yamahara, Reon (* 1999), japanischer Fußballspieler
- Yamahashi, Takashi (* 1972), japanischer Fußballspieler und -trainer

#### Yamai
- Yamaizumi, Kazuko (1935–2024), japanische Tischtennisspielerin

#### Yamaj
- Yamaji, Aizan (1865–1917), japanischer Journalist und Schriftsteller
- Yamaji, Osamu (1929–2021), japanischer Fußballspieler
- Yamaji, Yoshihito (* 1971), japanischer Fußballspieler

#### Yamak
- Yamak, Kemal (1924–2009), türkischer General
- Yamak, Meryem (* 1962), deutsche Fußballspielerin
- Yamakawa, Desheun Ryō (* 1997), japanischer Fußballspieler
- Yamakawa, Futaba (1844–1909), Lehrerin der Meiji-Zeit
- Yamakawa, Hitoshi (1880–1958), japanischer Politiker
- Yamakawa, Kenjirō (1854–1931), japanischer Physiker
- Yamakawa, Kikue (1890–1980), japanische Feministin und Sozialistin
- Yamakawa, Masao (1930–1965), japanischer Schriftsteller
- Yamakawa, Natsuki (* 1995), japanischer Weitspringer
- Yamakawa, Ren (* 1998), japanischer Fußballspieler
- Yamakawa, Shūhō (1898–1944), japanischer Maler der Nihonga-Richtung
- Yamakawa, Tetsushi (* 1997), japanischer Fußballspieler
- Yamakawa, Tomiko (1879–1909), japanische Schriftstellerin
- Yamaki, Hideo (* 1952), japanischer Jazzmusiker
- Yamaki, Rie (* 1975), japanische Fußballspielerin
- Yamakoshi, Kōhei (* 1993), japanischer Fußballspieler
- Yamakoshi, Kyōtarō (* 1991), japanischer Fußballspieler
- Yamakoshi, Yasuhiro (* 1985), japanischer Fußballspieler

#### Yamal
- Yamalapalli, Sahaja (* 2000), indische Tennisspielerin

#### Yamam
- Yamami, Hiroto (* 1999), japanischer Fußballspieler
- Yamamichi, Junji (* 1994), japanischer Fußballspieler
- Yamamichi, Kōhei (* 1980), japanischer Fußballspieler
- Yamamoto, Akiko, japanische Pianistin
- Yamamoto, Ami (* 2002), japanische Hürdenläuferin
- Yamamoto, Baiitsu (1783–1856), japanischer Maler
- Yamamoto, Daiki (* 1992), japanischer Fußballspieler
- Yamamoto, Donald (* 1953), US-amerikanischer Diplomat
- Yamamoto, Eiichi (1940–2021), japanischer Regisseur und Drehbuchschreiber
- Yamamoto, Emi (* 1982), japanische Fußballspielerin
- Yamamoto, Eri, japanische Jazzmusikerin
- Yamamoto, Fujiko (* 1931), japanische Schauspielerin
- Yamamoto, Fujio (* 1966), japanischer Fußballspieler
- Yamamoto, Fumio (1962–2021), japanische Schriftstellerin
- Yamamoto, Gō (* 1995), japanischer Nordischer Kombinierer
- Yamamoto, Gonnohyōe (1852–1933), 16. und 22. Premierminister von Japan
- Yamamoto, Hayata (* 2003), japanischer Fußballspieler
- Yamamoto, Hideo (* 1968), japanischer Mangaka
- Yamamoto, Hideomi (* 1980), japanischer Fußballspieler
- Yamamoto, Hikari (* 1995), japanische Tennisspielerin
- Yamamoto, Hiro (* 1961), US-amerikanischer Bassist
- Yamamoto, Hiroki (* 1991), japanischer Fußballspieler
- Yamamoto, Hiromasa (* 1979), japanischer Fußballspieler
- Yamamoto, Hiroshi (* 1962), japanischer Bogenschütze
- Yamamoto, Hiroto (* 1988), japanischer Fußballspieler
- Yamamoto, Hiroyuki (* 1979), japanischer Fußballspieler
- Yamamoto, Hisashi (* 1943), japanischer Chemiker
- Yamamoto, Hokuzan (1752–1812), japanischer konfuzianischer Gelehrter und Schriftsteller
- Yamamoto, Hōsui (1850–1906), japanischer Maler
- Yamamoto, Hōzan (1937–2014), japanischer Flötist (Shakuhachi), Komponist und Hochschullehrer
- Yamamoto, Ichita (* 1958), japanischer Politiker
- Yamamoto, Isoroku (1884–1943), japanischer GroßadmiralYamamoto Isoroku (1884–1943)

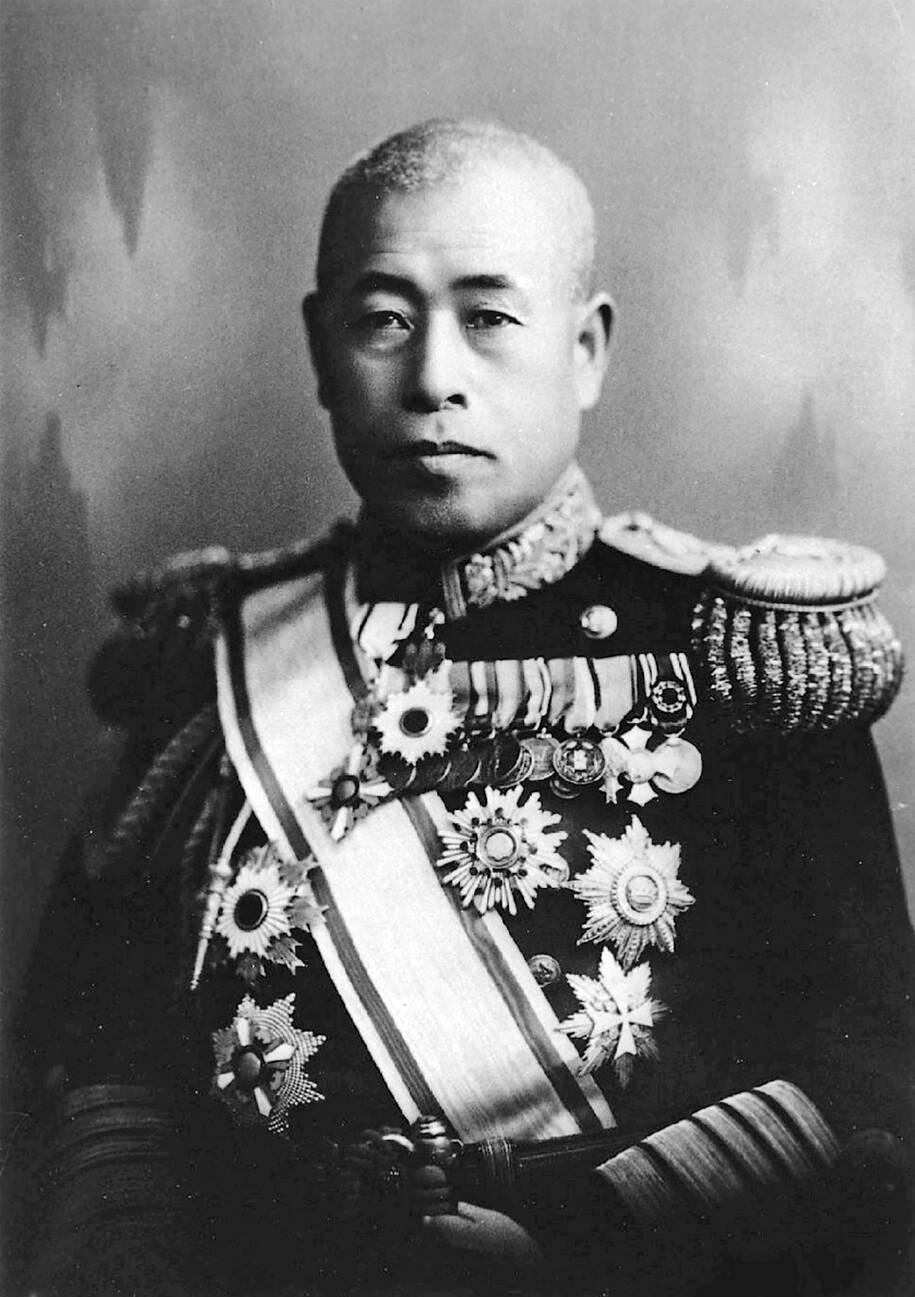
Yamamoto Isoroku (1884–1943)

- Yamamoto, Issei (1889–1959), japanischer Astronom
- Yamamoto, Jōtarō (1867–1936), japanischer Unternehmer und Politiker
- Yamamoto, Kai (* 2005), japanisch-US-amerikanischer Fußballspieler
- Yamamoto, Kailer (* 1998), US-amerikanischer Eishockeyspieler
- Yamamoto, Kaito (* 1985), japanischer Fußballspieler
- Yamamoto, Kajirō (1902–1974), japanischer Filmregisseur
- Yamamoto, Kakuma (1828–1892), japanischer Samurai, Erzieher, Politiker und Autor
- Yamamoto, Kanae (1882–1946), japanischer Maler
- Yamamoto, Kansai (1944–2020), japanischer Modedesigner
- Yamamoto, Kansuke (1493–1561), japanischer Feldherr
- Yamamoto, Kaoru (* 1970), japanische Violinistin
- Yamamoto, Katsumi (* 1973), japanischer Autorennfahrer
- Yamamoto, Kazuki (* 1986), japanischer Eishockeyspieler
- Yamamoto, Keigo (1936–2025), japanischer Multimedia und Videokünstler
- Yamamoto, Kenji (* 1965), japanischer Fußballspieler
- Yamamoto, Kenkichi (1907–1988), japanischer Literaturwissenschaftler
- Yamamoto, Kiyoshi (1892–1963), japanischer Agraringenieur
- Yamamoto, Kōhei (* 1986), japanischer Fußballspieler
- Yamamoto, Kōichi (1947–2023), japanischer Politiker
- Yamamoto, Kōsuke (* 1989), japanischer Fußballspieler
- Yamamoto, Kyūjin (1900–1986), japanischer Maler
- Yamamoto, Maika (* 1997), japanische Schauspielerin und Model
- Yamamoto, Masa (* 1965), japanischer Baseballspieler
- Yamamoto, Masaharu (* 2000), japanischer Biathlet und Skilangläufer
- Yamamoto, Masahiko (* 1956), japanischer Eisschnellläufer
- Yamamoto, Masaki (* 1987), japanischer Fußballspieler
- Yamamoto, Masakuni (* 1958), japanischer Fußballspieler und -trainer
- Yamamoto, Masamichi (* 1978), japanischer Radrennfahrer
- Yamamoto, Masaya (* 1991), japanischer Fußballspieler
- Yamamoto, Michiko (* 1936), japanische Lyrikerin
- Yamamoto, Mika (1967–2012), japanische Journalistin
- Yamamoto, Mirai (* 1974), japanische Schauspielerin
- Yamamoto, Motoi (* 1966), japanischer Künstler
- Yamamoto, Naoki (* 1960), japanischer Mangaka
- Yamamoto, Naoki (* 1988), japanischer Automobilrennfahrer
- Yamamoto, Naotaka, japanischer Astronom und Asteroidenentdecker
- Yamamoto, Nizō (1953–2023), japanischer Art Director
- Yamamoto, Nobuhiro (* 1977), japanischer Dartspieler
- Yamamoto, Norimichi (* 1995), japanischer Fußballspieler
- Yamamoto, Ōta (* 2004), japanischer Fußballspieler
- Yamamoto, Ren (* 1997), japanischer Fußballspieler
- Yamamoto, Ren (* 1999), japanischer Fußballspieler
- Yamamoto, Rihito (* 2001), japanischer Fußballspieler
- Yamamoto, Riken (* 1945), japanischer Architekt
- Yamamoto, Ryōma (* 1995), japanischer Dreispringer
- Yamamoto, Ryōta (* 1997), japanischer nordischer Kombinierer
- Yamamoto, Ryōtarō (* 1998), japanischer Fußballspieler
- Yamamoto, Ryūhei (* 2000), japanischer Fußballspieler
- Yamamoto, Sadako (* 1915), japanische Speerwerferin
- Yamamoto, Sakon (* 1982), japanischer AutomobilrennfahrerSakon Yamamoto (* 1982)

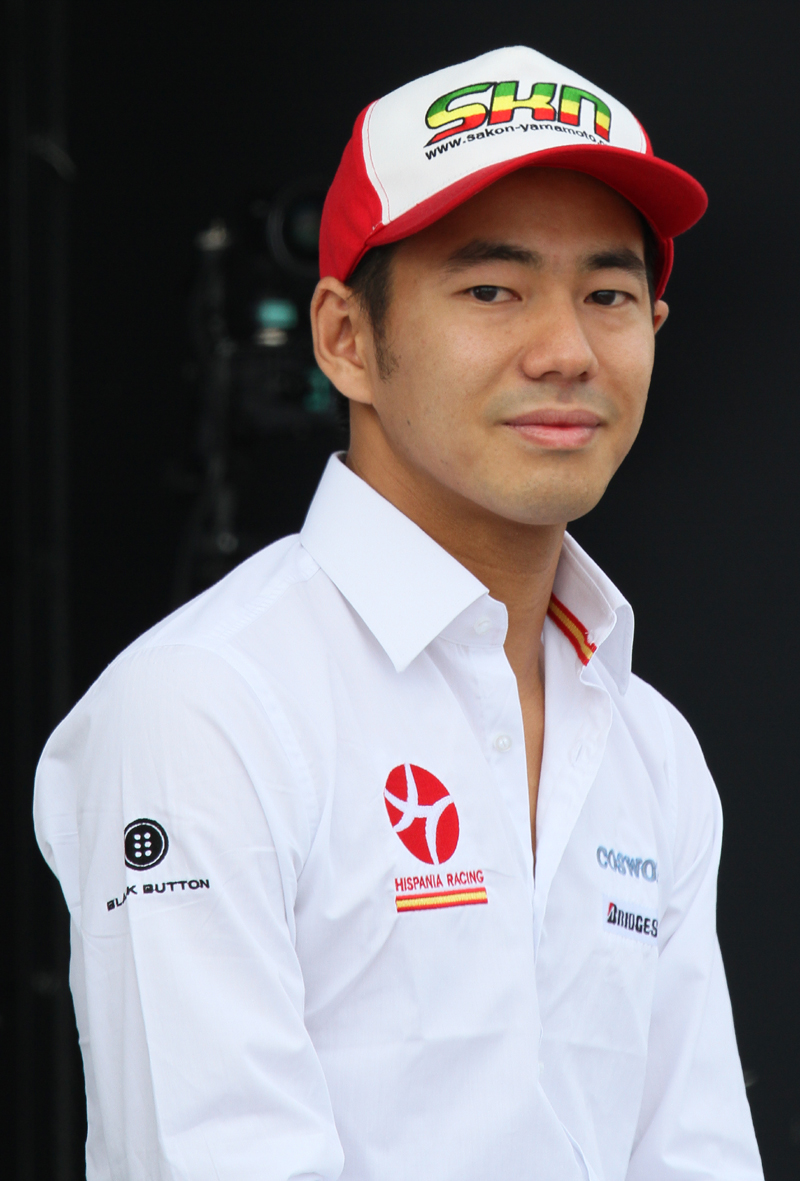
Sakon Yamamoto (* 1982)

- Yamamoto, Sanehiko (1885–1952), japanischer Journalist, Herausgeber und Politiker
- Yamamoto, Satsuo (1910–1983), japanischer Filmregisseur
- Yamamoto, Sayo (* 1977), japanische Animationsregisseurin
- Yamamoto, Seiko (* 1980), japanische Ringerin
- Yamamoto, Seito (* 1992), japanischer Stabhochspringer
- Yamamoto, Senji (1889–1929), japanischer Politiker
- Yamamoto, Shigetarō (1948–2014), japanischer Politiker und Gouverneur von Yamaguchi (2012–2014)
- Yamamoto, Shizuka (* 1975), japanische Badmintonspielerin
- Yamamoto, Shōhei (* 1982), japanischer Fußballspieler
- Yamamoto, Shūgorō (1903–1967), japanischer Schriftsteller
- Yamamoto, Shun (* 1988), japanischer Nordischer Kombinierer
- Yamamoto, Shunkyo (1872–1933), japanischer Maler
- Yamamoto, Shunsuke (* 1999), japanischer Fußballspieler
- Yamamoto, Shūto (* 1985), japanischer Fußballspieler
- Yamamoto, Sōbi (* 1990), japanische Anime-Filmregisseurin
- Yamamoto, Sōji (1928–2013), japanischer Jurist, Richter am Internationalen Seegerichtshof
- Yamamoto, Sōta (* 2000), japanischer Eiskunstläufer
- Yamamoto, Takuya (* 1986), japanischer Fußballspieler
- Yamamoto, Tamesaburō (1893–1966), japanischer Unternehmer und Kunstmäzen
- Yamamoto, Tarō (1925–1988), japanischer Dichter
- Yamamoto, Tarō (* 1974), japanischer Schauspieler, Anti-Atomkraft-Aktivist und Politiker
- Yamamoto, Tatsuo (1856–1947), japanischer Politiker
- Yamamoto, Tatsurō (1910–2001), japanischer Historiker
- Yamamoto, Teijirō (1870–1937), japanischer Agronom, Parlamentarier und Minister
- Yamamoto, Teruhisa (* 1981), japanischer Fernseh- und Filmproduzent
- Yamamoto, Toshikatsu (* 1929), japanischer Arzt
- Yamamoto, Toyoichi (1899–1987), japanischer Bildhauer
- Yamamoto, Tsunetomo (1659–1719), japanischer Samurai und Autor des Werkes Hagakure
- Yamamoto, Tsuyoshi (* 1948), japanischer Jazzpianist (auch E-Piano, Keyboard, Synthesizer)
- Yamamoto, Yasue (1906–1993), japanische Schauspielerin
- Yamamoto, Yōji (* 1943), japanischer ModedesignerYōji Yamamoto (* 1943)

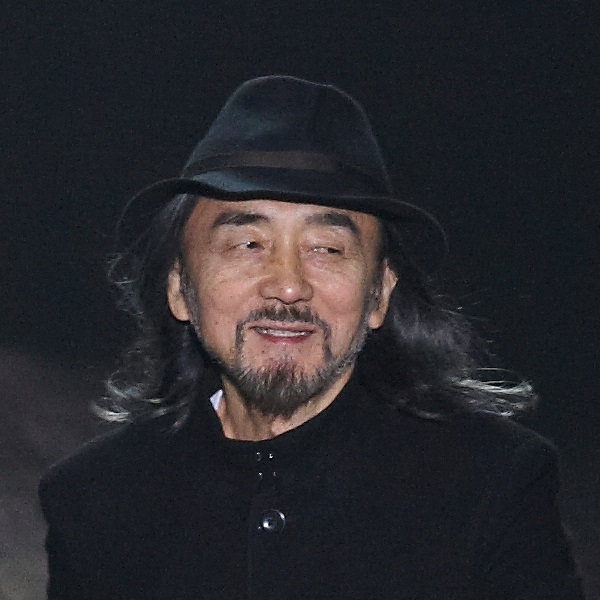
Yōji Yamamoto (* 1943)

- Yamamoto, Yoshihisa (* 1950), japanischer Physiker, Elektroingenieur und Hochschullehrer
- Yamamoto, Yoshiki (* 1994), japanischer Fußballspieler
- Yamamoto, Yoshiko (* 1970), japanische Marathonläuferin
- Yamamoto, Yoshinobu (* 1998), japanischer Baseballspieler
- Yamamoto, Yōsuke (* 1960), japanischer Judoka
- Yamamoto, Yūji (* 1952), japanischer Politiker
- Yamamoto, Yūki (* 1997), japanischer Fußballspieler
- Yamamoto, Yuma (* 2000), japanische Langstreckenläuferin
- Yamamoto, Yūsuke, japanischer Musiker (Perkussion, Vibraphon, Schlagzeug)
- Yamamoto, Yūya (* 2001), japanischer nordischer Kombinierer
- Yamamoto, Yūzō (1887–1974), japanischer Schriftsteller
- Yamamura, Bochō (1884–1924), japanischer Lyriker
- Yamamura, Hiroto (* 1974), japanischer Fußballspieler
- Yamamura, Kazuya (* 1989), japanischer Fußballspieler
- Yamamura, Kōji (* 1964), japanischer Animationsfilm-Regisseur
- Yamamura, Kōka (1886–1942), japanischer Maler
- Yamamura, Saisuke (1770–1807), japanischer Geograph
- Yamamura, Shinjirō (1933–1992), japanischer PolitikerShinjirō Yamamura (1933–1992)

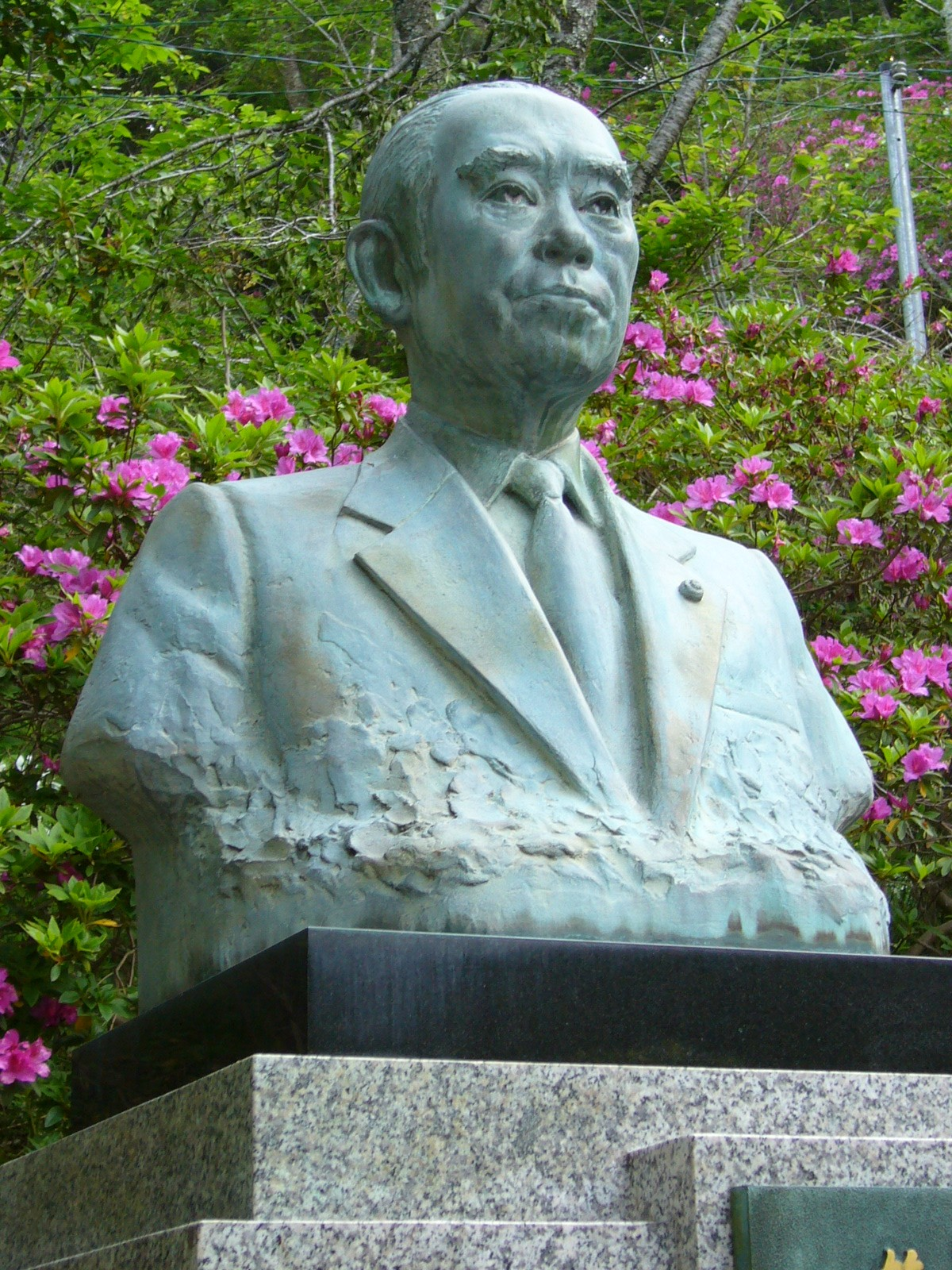
Shinjirō Yamamura (1933–1992)

- Yamamura, Sō (1910–2000), japanischer Schauspieler und Filmregisseur
- Yamamura, Yasuhiro (* 1976), japanischer Fußballspieler
- Yamamura, Yasuhisa (* 1964), japanischer Computerspieledesigner
- Yamamura, Yūki (* 1990), japanischer Fußballspieler
- Yamamuro, Gumpei (1872–1940), japanischer Gründer der Heilsarmee in Japan
- Yamamuro, Kieko (1874–1916), japanische sozial engagierte Frau
- Yamamuro, Kōji (* 1989), japanischer Turner
- Yamamuro, Shizuka (1906–2000), japanischer Literatur- und Kulturkritiker
- Yamamuro, Tamiko (1900–1981), erste japanische Schulinspektorin des Kultusministeriums

#### Yaman
- Yaman, Aylin (* 1967), türkische Politikerin (CHP), Ärztin und Gesundheitsmanagerin
- Yaman, Can (* 1989), türkischer Schauspieler
- Yaman, Furkan (* 1996), türkischer Fußballspieler
- Yaman, Volkan (* 1982), türkischer FußballspielerVolkan Yaman (* 1982)

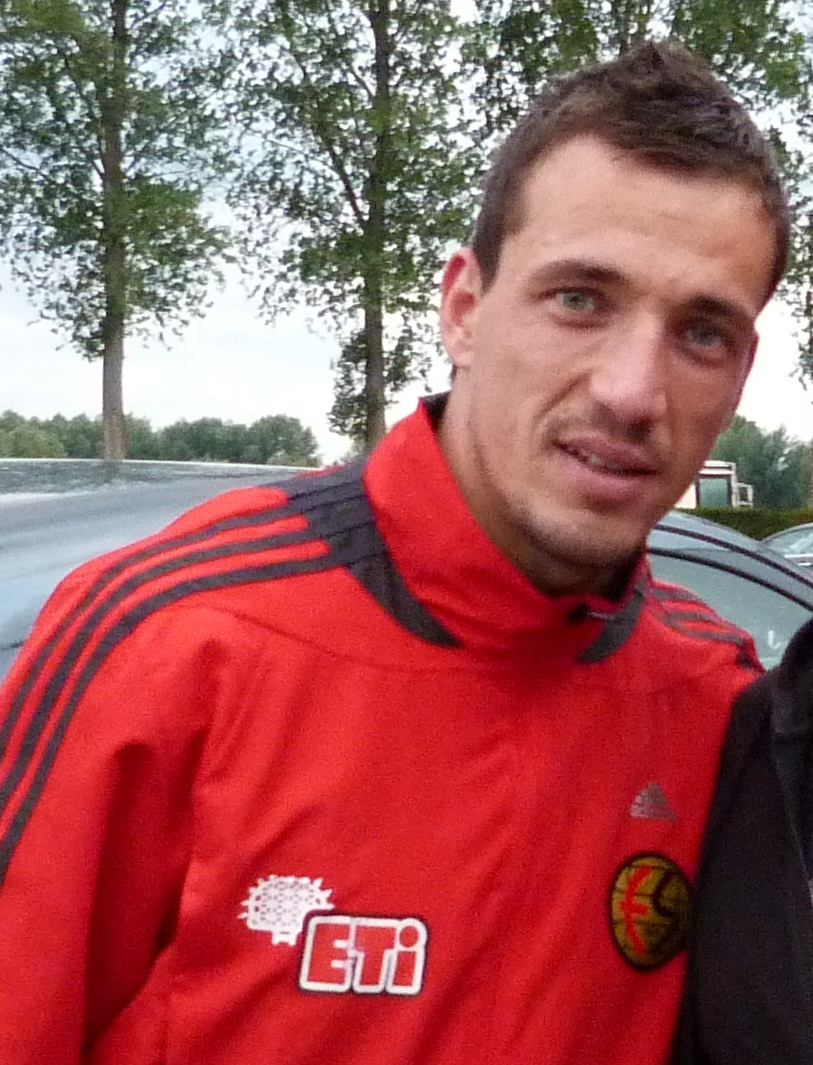
Volkan Yaman (* 1982)

- Yamanaka, Atsuki (* 2001), japanischer Fußballspieler
- Yamanaka, Chihiro, japanische Jazzpianistin
- Yamanaka, Keiichi (* 1947), japanischer Rechtswissenschaftler und Hochschullehrer
- Yamanaka, Manabu (* 1959), japanischer Fotograf
- Yamanaka, Miki, japanische Jazzmusikerin (Piano)
- Yamanaka, Noriko, japanische Tischtennisspielerin
- Yamanaka, Reo (* 1999), japanischer Fußballspieler
- Yamanaka, Ryōji (* 1983), japanischer Fußballspieler
- Yamanaka, Ryōsuke (* 1993), japanischer Fußballspieler
- Yamanaka, Ryūjirō (* 1995), japanischer Fußballspieler
- Yamanaka, Ryūya (* 1995), japanischer Boxer im Strohgewicht
- Yamanaka, Sadao (1909–1938), japanischer Filmregisseur und Drehbuchautor
- Yamanaka, Seikō (* 1989), japanischer Fußballspieler
- Yamanaka, Shikanosuke (1545–1578), japanischer Krieger
- Yamanaka, Shinsuke (* 1982), japanischer Boxer
- Yamanaka, Shin’ya (* 1962), japanischer ArztShin’ya Yamanaka (* 1962)

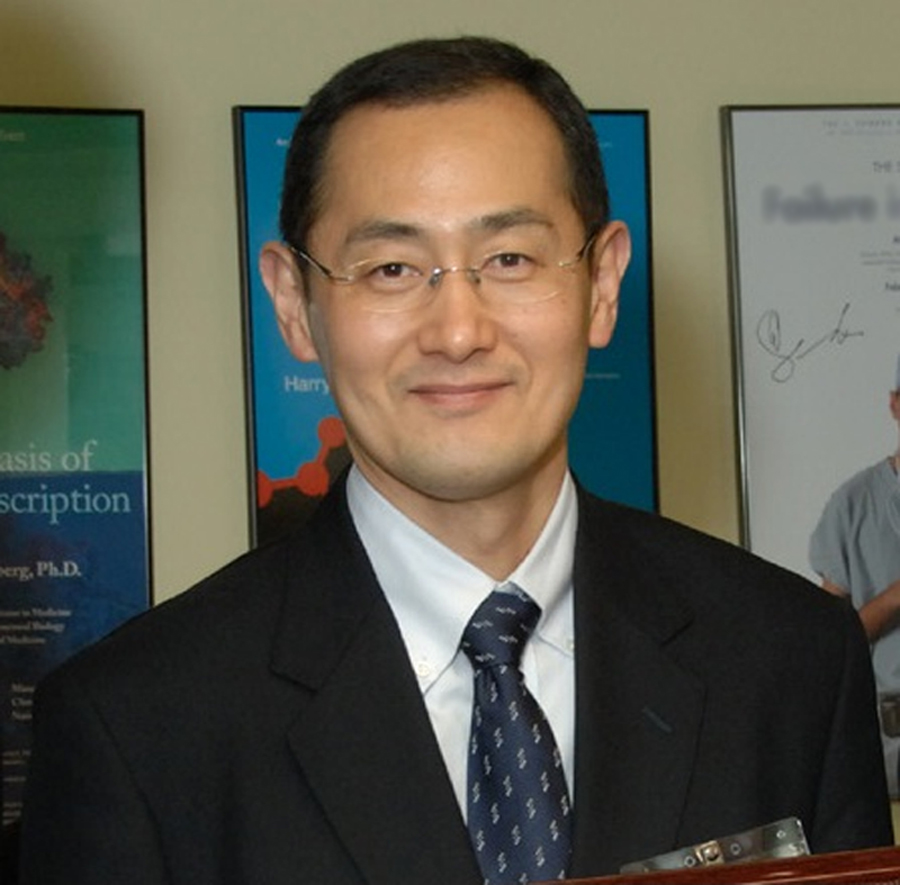
Shin’ya Yamanaka (* 1962)

- Yamanaka, Takeshi (* 1971), japanischer Eishockeyspieler und -trainer
- Yamanaka, Tsuyoshi (1939–2017), japanischer Schwimmer
- Yamanaka, Yoshiyuki (* 1953), japanischer Jazzmusiker (Saxophone, Flöte)
- Yamanaka, Yūji (* 1937), japanischer Biathlet
- Yamanaka, Yuno (* 2000), japanische Leichtathletin
- Yamanami, Keisuke (1833–1865), Vize-Kommandeur der japanischen Polizeieinheit Shinsengumi in der Bakumatsu-Zeit
- Yamanashi, Hanzō (1864–1944), japanischer General und Politiker
- Yamane, Ayano, japanische Manga-Zeichnerin
- Yamane, Erina (* 1990), japanische Fußballtorhüterin
- Yamane, Iwao (* 1976), japanischer Fußballspieler
- Yamane, Miki (* 1993), japanischer Fußballspieler
- Yamane, Riku (* 2003), japanischer Fußballspieler
- Yamane, Towa (* 1999), japanischer Fußballspieler
- Yamani, Ahmed Zaki (1930–2021), saudi-arabischer Politiker
- Yamani, Mai (* 1956), saudi-arabische Anthropologin
- Yamanishi, Kōji (* 1977), japanischer Automobilrennfahrer
- Yamanishi, Takahiro (* 1976), japanischer Fußballspieler
- Yamanishi, Toshikazu (* 1996), japanischer Leichtathlet
- Yamano, Takayoshi (* 1955), japanischer Fußballspieler und -trainer
- Yamanobe, Hideaki (* 1964), japanischer Maler und Grafiker
- Yamanoğlu, Vefa (* 1959), türkischer Fußballspieler
- Yamanoi, Takumi (* 1998), japanischer Fußballspieler
- Yamanokuchi, Baku (1903–1963), japanischer Lyriker
- Yamanouchi, Kazutoyo (1545–1605), japanischer Fürst
- Yamanouchi, Mario Michiaki (* 1955), japanischer Ordensgeistlicher, römisch-katholischer Bischof von Saitama
- Yamanouchi, Minami (* 1992), japanische Langstreckenläuferin
- Yamanouchi, Sugao (1902–1970), japanischer Archäologe
- Yamanouchi, Tamon (1878–1932), japanischer Maler der Nihonga-Richtung
- Yamanouchi, Toyoshige (1827–1872), japanischer Daimyō
- Yamanouchi, Yūki (* 1994), japanischer Fußballspieler
- Yamanouchi, Yukio (* 1946), japanischer Rechtsanwalt, Autor und Schauspieler
- Yamanoue no Okura (660–733), japanischer Dichter
- Yamanoue, Sōji (1544–1590), japanischer Teemeister der Sengoku-Zeit
- Yamantürk, Burak (* 1983), türkischer Schauspieler

#### Yamao
- Yamao, Hiroshi (* 1943), japanischer Radrennfahrer
- Yamao, Mitsunori (* 1973), japanischer Fußballspieler
- Yamao, Shiori (* 1974), japanische Politikerin
- Yamaoka, Akira (* 1968), japanischer Musikproduzent und Komponist
- Yamaoka, Kenji (* 1943), japanischer Politiker
- Yamaoka, Kōtarō (1880–1959), japanischer Konvertit zum Islam, Geheimdienstoffizier
- Yamaoka, Magokichi (1888–1962), japanischer Unternehmer
- Yamaoka, Sōhachi (1907–1978), japanischer Schriftsteller
- Yamaoka, Sōko (* 1974), japanische Snowboarderin
- Yamaoka, Tesshū (1836–1888), japanischer Schwertkämpfer
- Yamaoka, Tetsuya (* 1990), japanischer Fußballspieler

#### Yamas
- Yamasaki, Arturo (1929–2013), peruanisch-mexikanischer Fußballschiedsrichter
- Yamasaki, Kento (* 1992), japanischer Radrennfahrer
- Yamasaki, Masato (* 1980), japanischer Fußballspieler
- Yamasaki, Minoru (1912–1986), US-amerikanischer ArchitektMinoru Yamasaki (1912–1986)

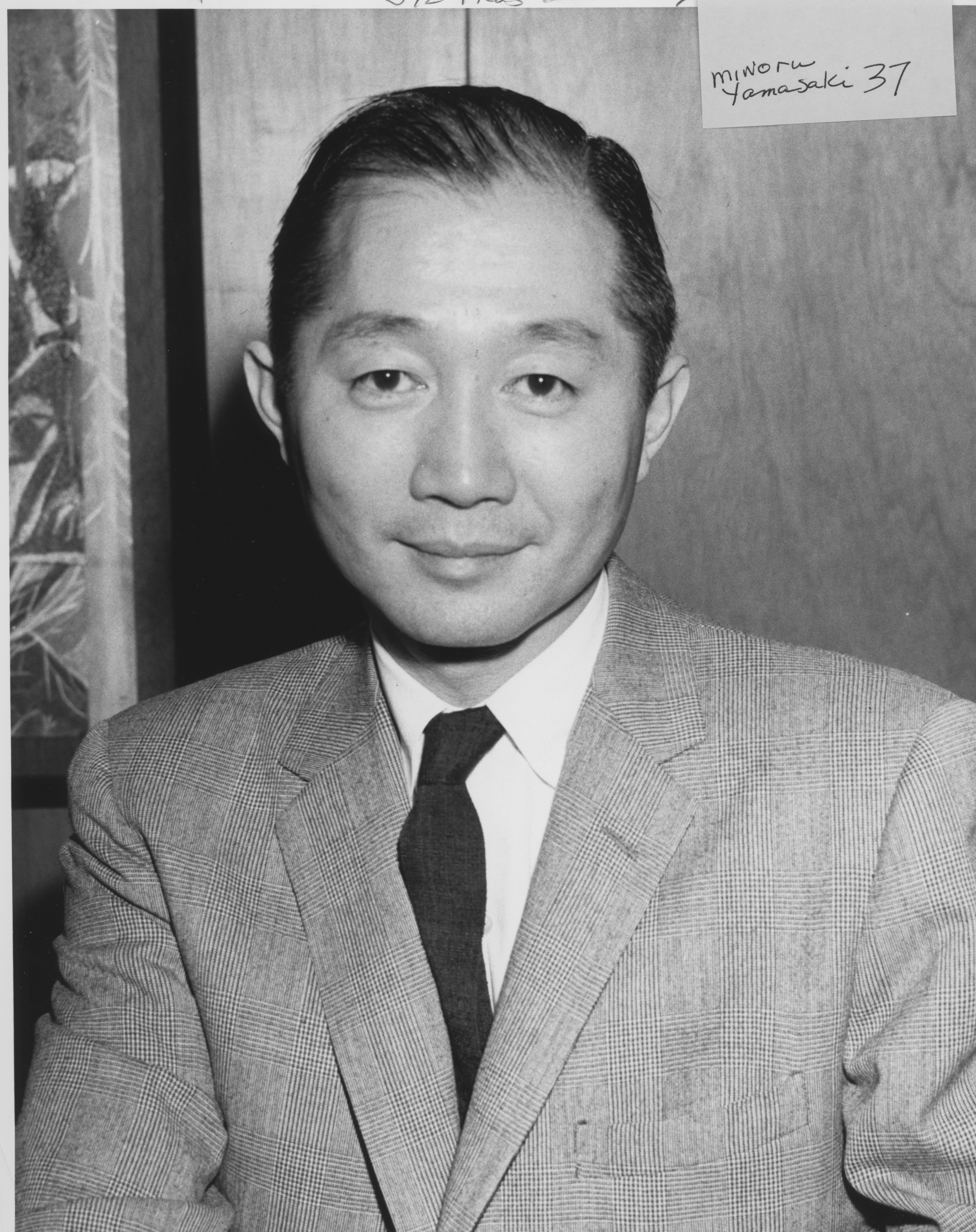
Minoru Yamasaki (1912–1986)

- Yamasaki, Naomasa (1870–1929), japanischer Geograph und Geologe
- Yamasaki, Ryōgo (* 1992), japanischer Fußballspieler
- Yamasaki, Taichi (* 2001), japanischer Fußballspieler
- Yamasaki, Taku (* 1936), japanischer Politiker
- Yamasaki, Yasuyo (1891–1943), Kommandant der japanischen Truppen
- Yamasaki, Yuki (* 1995), japanische Siebenkämpferin
- Yamasaki, Yusuke (* 1979), japanischer Schauspieler und Synchronsprecher
- Yamase, Kōji (* 1981), japanischer Fußballspieler
- Yamase, Yukihiro (* 1984), japanischer Fußballspieler
- Yamashiki, Kimiyoshi (1924–1999), japanischer Judoka
- Yamashina, Yoshimaro (1900–1989), japanischer Ornithologe
- Yamashiro, Jun’ya (* 1985), japanischer Fußballspieler
- Yamashiro, Ryūichi (1920–1997), japanischer Grafiker und Grafikdesigner
- Yamashiro, Tomoe (1912–2004), japanische Schriftstellerin
- Yamashita Gentarō (1863–1931), japanischer Seeoffizier, Admiral der Kaiserlich-Japanischen Marine, Chef des Admiralstabes (1920 bis 1925)
- Yamashita, Ayaka (* 1995), japanische Fußballspielerin
- Yamashita, Chikusai (1885–1973), japanischer Maler der Nihonga-Richtung
- Yamashita, Haruhiro (* 1938), japanischer Kunstturner
- Yamashita, Haruki (* 1999), japanischer Skilangläufer
- Yamashita, Iris (* 1965), japano-amerikanische Schriftstellerin und Drehbuchautorin
- Yamashita, Isamu (1911–1994), japanischer Geschäftsmann
- Yamashita, Jun (* 1997), japanischer Sprinter
- Yamashita, Karen Tei (* 1951), US-amerikanische Schriftstellerin und Dozentin
- Yamashita, Katsuji (1906–1969), japanischer Ökonom, Professor für Betriebswirtschaftslehre
- Yamashita, Kazuhito (* 1961), japanischer Konzertgitarrist
- Yamashita, Keita (* 1996), japanischer Fußballspieler
- Yamashita, Kenta (* 1995), japanischer Autorennfahrer
- Yamashita, Kōhei (* 1994), japanischer Dreispringer
- Yamashita, Kumi (* 1968), japanische Künstlerin
- Yamashita, Kunihiro (* 1986), japanischer Fußballspieler
- Yamashita, Maki (1890–1973), japanischer Maler
- Yamashita, Mayuko (* 1995), japanische Mathematikerin und mathematische Physikerin
- Yamashita, Mayumi (* 1975), japanische Judoka
- Yamashita, Nobuhiro (* 1976), japanischer Filmregisseur
- Yamashita, Reo (* 1998), japanischer Fußballspieler
- Yamashita, Ryō (* 1999), japanischer Fußballspieler
- Yamashita, Ryōji (* 2000), japanischer Fußballspieler
- Yamashita, Ryōya (* 1997), japanischer Fußballspieler
- Yamashita, Sachiko (* 1964), japanische Marathonläuferin
- Yamashita, Shintarō (1881–1966), japanischer Maler
- Yamashita, Shuya (* 1999), japanischer Fußballspieler
- Yamashita, Takahiro (* 1985), japanischer Straßenradrennfahrer
- Yamashita, Takashi (* 1965), japanischer Politiker
- Yamashita, Takurō (* 1988), japanischer Eishockeyspieler
- Yamashita, Tarō (1889–1967), japanischer Unternehmer
- Yamashita, Tatsuya (* 1987), japanischer Fußballspieler
- Yamashita, Tokuo (1919–2014), japanischer Politiker
- Yamashita, Tomohisa (* 1985), japanischer Sänger und SchauspielerTomohisa Yamashita (* 1985)

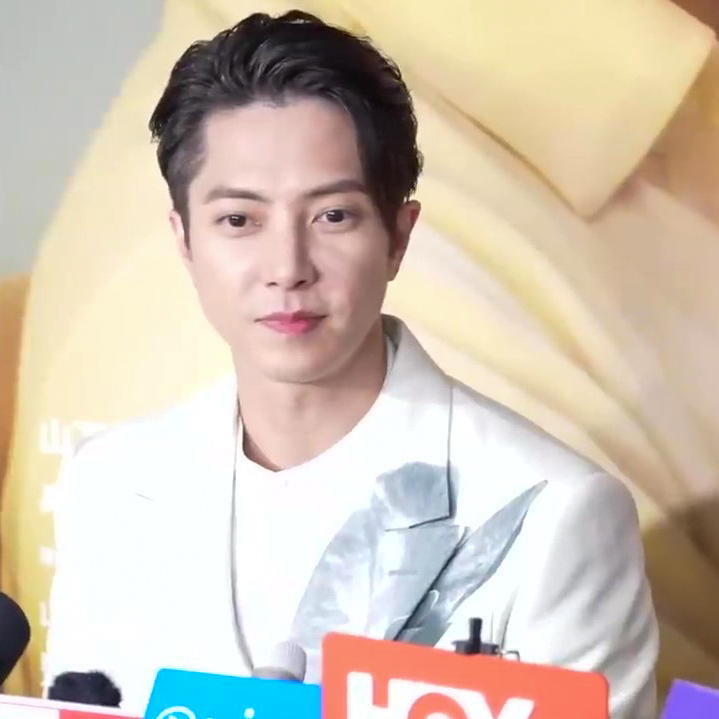
Tomohisa Yamashita (* 1985)

- Yamashita, Tomoyuki (1885–1946), japanischer GeneralYamashita Tomoyuki (1885–1946)

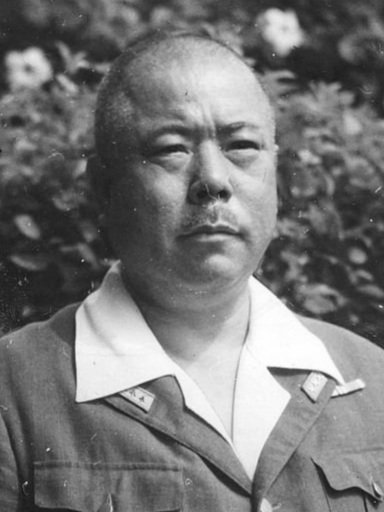
Yamashita Tomoyuki (1885–1946)

- Yamashita, Yasuhiro (* 1957), japanischer Judoka
- Yamashita, Yoshimi (* 1986), japanische Fußballschiedsrichterin
- Yamashita, Yoshiteru (* 1977), japanischer Fußballspieler
- Yamashita, Yōsuke (* 1942), japanischer Pianist des Creative Jazz
- Yamashita, Yudai (* 2000), japanischer Fußballspieler
- Yamashita, Yukiko, japanisch-amerikanische Entwicklungsbiologin
- Yamashita, Yuto (* 1996), japanischer Fußballspieler
- Yamashta, Stomu (* 1947), japanischer Musiker
- Yamassoum, Nagoum (* 1954), tschadischer Premierminister

#### Yamat
- Yamatani, Eriko (* 1950), japanische Politikerin
- Yamate, Kiichirō (1899–1978), japanischer Schriftsteller
- Yamato, Tetsu (* 1978), japanischer Fußballspieler
- Yamato, Waki (* 1948), japanische Mangaka
- Yamato, Yuzuki (* 2003), japanischer Fußballspieler
- Yamatotakeru (72–113), japanischer Prinz

#### Yamau
- Yamauchi Fusajirō (1859–1940), japanischer Unternehmer
- Yamauchi, Akira (* 2000), japanischer Fußballspieler
- Yamauchi, Edwin M. (* 1937), US-amerikanischer Historiker und Theologe
- Yamauchi, Hideki (* 1988), japanischer Autorennfahrer
- Yamauchi, Hinata (* 2001), japanischer Fußballspieler
- Yamauchi, Hirofumi (* 1995), japanischer Fußballspieler
- Yamauchi, Hiroshi (1927–2013), japanischer Unternehmer, Präsident der Videospielefirma Nintendo (1949–2002)
- Yamauchi, Hiroshi (* 1979), japanischer Fußballschiedsrichterassistent
- Yamauchi, Kakeru (* 2002), japanischer Fußballspieler
- Yamauchi, Kazunori (* 1967), japanischer Spieleentwickler, Senior Vice President von Sony Computer Entertainment und President von Polyphony DigitalKazunori Yamauchi (* 1967)

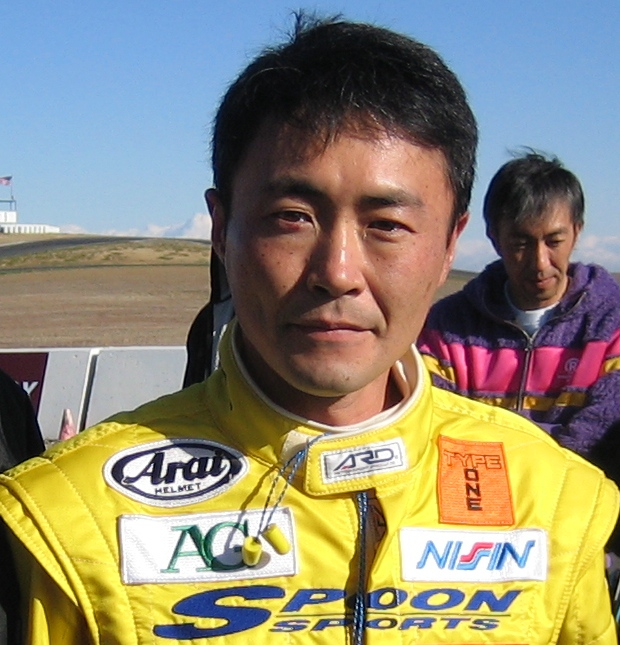
Kazunori Yamauchi (* 1967)

- Yamauchi, Keita (* 1994), japanischer Fußballspieler
- Yamauchi, Kodai (* 1999), japanischer Fußballspieler
- Yamauchi, Kyōko (* 1972), japanische Biathletin
- Yamauchi, Mara (* 1973), britische Langstreckenläuferin
- Yamauchi, Sekiryō (1882–1951), japanischer Unternehmer
- Yamauchi, Takao (* 1978), japanischer Fußballspieler
- Yamauchi, Tatsurō (* 1994), japanischer Fußballspieler
- Yamauchi, Tomohiro (* 1987), japanischer Fußballspieler
- Yamauchi, Yūichi (* 1984), japanischer Fußballspieler
- Yamaura, Keito (* 2000), japanischer Weitspringer
- Yamaura, Mayo (* 1984), japanische Curlerin

#### Yamaw
- Yamawaki, Masataka (1886–1974), japanischer General und Kriegsverbrecher
- Yamawaki, Michiko (1910–2000), japanische Studentin am Bauhaus und Textil- und Modedesignerin
- Yamawaki, Nobunori (1886–1952), japanischer Maler im Yōga-Stil
- Yamawaki, Tōyō (1706–1762), japanischer Mediziner, der die erste Leichensektion Japans vornahm

#### Yamay
- Yamaya, Tanin (1870–1940), japanischer Admiral
- Yamaya, Yūshi (* 2000), japanischer Fußballspieler

#### Yamaz
- Yamazaki, Ansai (1619–1682), japanischer Konfuzius-Gelehrter, Shintoist und Denker
- Yamazaki, Chōun (1867–1954), japanischer Bildhauer
- Yamazaki, Ema Ryan (* 1989), japanische Dokumentarfilmerin
- Yamazaki, Hiroshi, japanischer Jazzmusiker
- Yamazaki, Hōdai (1914–1985), japanischer Schriftsteller
- Yamazaki, Ikumi (* 2001), japanische Tennisspielerin
- Yamazaki, Kaishū (* 1997), japanischer Fußballspieler
- Yamazaki, Kenta (* 1987), japanischer Fußballspieler
- Yamazaki, Kento (* 1994), japanischer Schauspieler und ModelKento Yamazaki (* 1994)

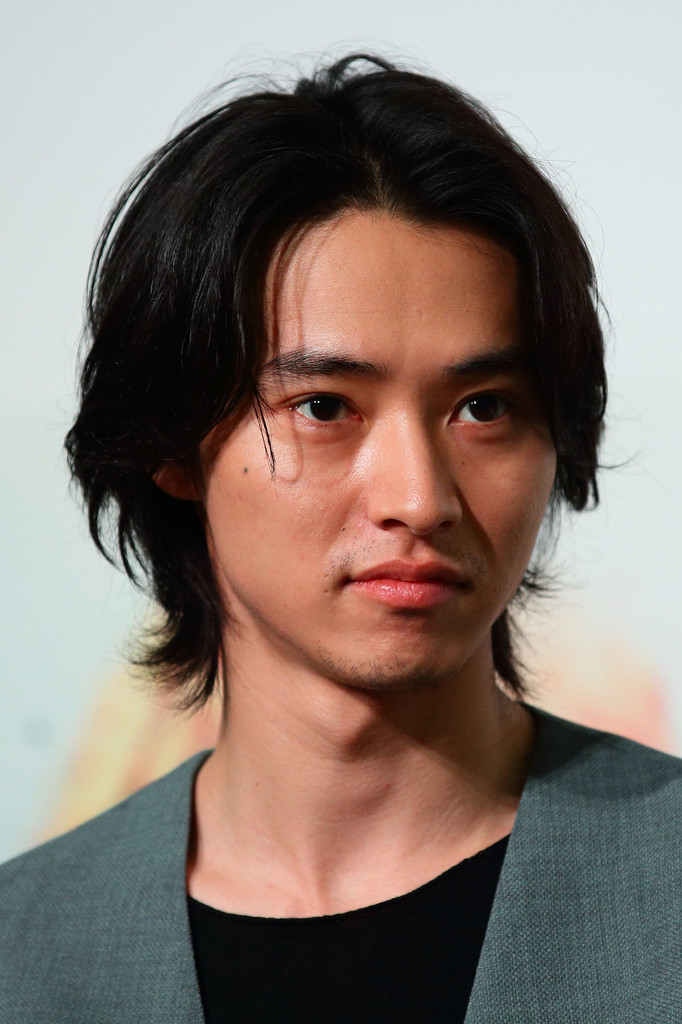
Kento Yamazaki (* 1994)

- Yamazaki, Kiichi (* 2001), japanischer Fußballspieler
- Yamazaki, Kōichi, japanischer Jazzmusiker
- Yamazaki, Kore (* 1990), japanische Mangaka
- Yamazaki, Kōsuke (* 1995), japanischer Fußballspieler

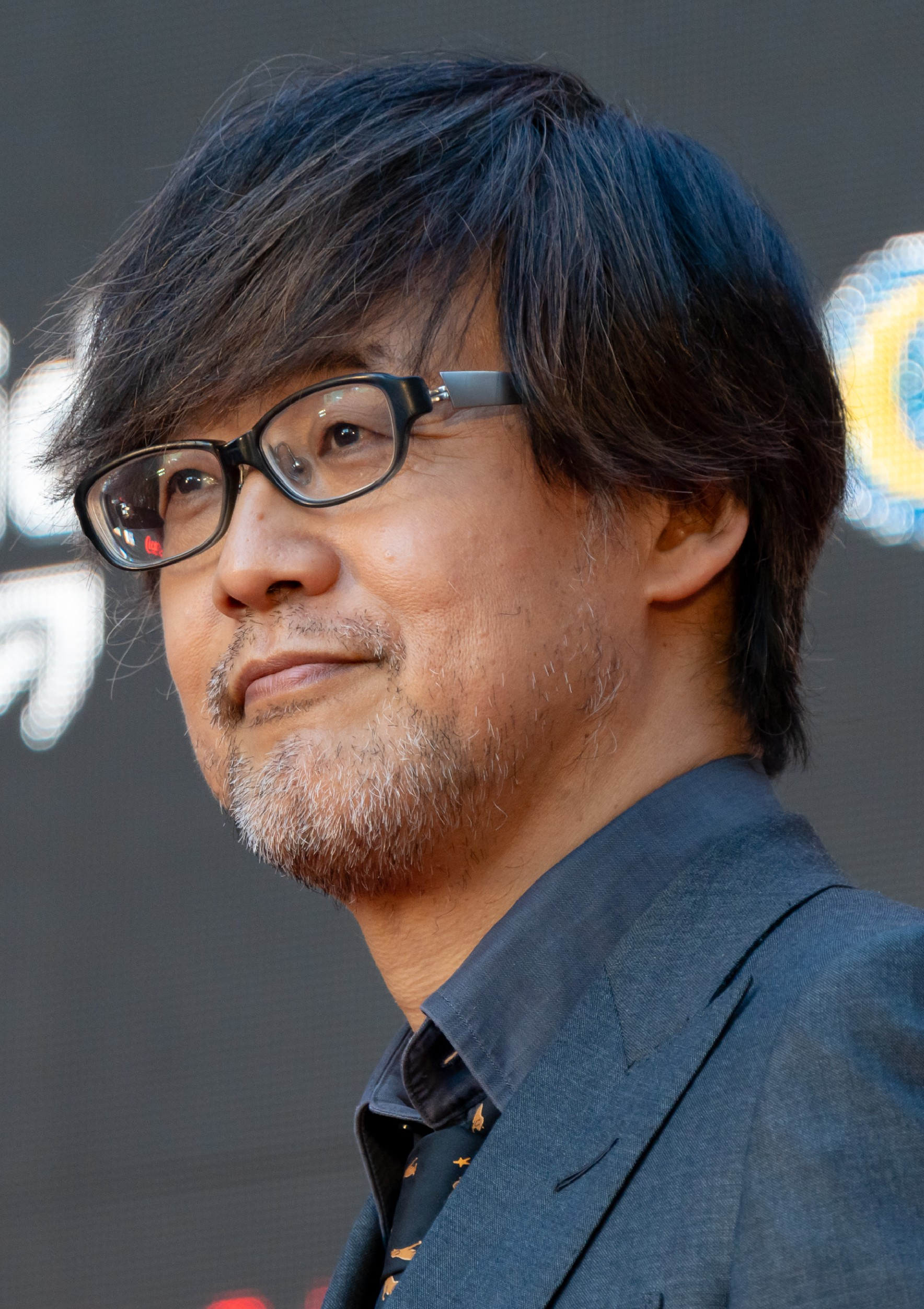
Takashi Yamazaki (* 1964)

- Yamazaki, Kōtarō (* 1978), japanischer Fußballspieler
- Yamazaki, Makoto (* 1970), japanischer Fußballspieler
- Yamazaki, Marumi (* 1990), japanische Fußballspielerin
- Yamazaki, Masaaki (* 1942), japanischer Politiker
- Yamazaki, Masaharu (* 1968), japanischer Skilangläufer
- Yamazaki, Masakazu (1934–2020), japanischer Dramatiker, Literaturkritiker und Philosoph
- Yamazaki, Masami, japanische Badmintonspielerin
- Yamazaki, Masato (* 1981), japanischer Fußballspieler
- Yamazaki, Masato (* 1990), japanischer Fußballspieler
- Yamazaki, Mitsue, japanische Regisseurin
- Yamazaki, Nao-Cōra (* 1978), japanische Schriftstellerin und Essayistin
- Yamazaki, Naoko (* 1970), japanische Astronautin
- Yamazaki, Rin (* 2003), japanischer Fußballspieler
- Yamazaki, Ryō (* 1972), japanischer Synthesizer-Programmierer
- Yamazaki, Ryōhei (* 1989), japanischer Fußballspieler
- Yamazaki, Sōkan, japanischer Dichter
- Yamazaki, Susumu (1833–1868), Spion der Shinsengumi, einer Polizeieinheit der Bakumatsu-Zeit
- Yamazaki, Taihō (1908–1991), japanischer Maler und Kalligraph
- Yamazaki, Takamasa (* 1992), japanischer Fußballspieler
- Yamazaki, Takashi (* 1964), japanischer Filmregisseur, Drehbuchautor und SpezialeffektkünstlerTakashi Yamazaki (* 1964)
- Yamazaki, Tetsuya (* 1978), japanischer Fußballspieler
- Yamazaki, Toyoko (1924–2013), japanische Schriftstellerin
- Yamazaki, Tsuruko (1925–2019), japanische Künstlerin
- Yamazaki, Tsutomu (* 1936), japanischer Schauspieler
- Yamazaki, Wataru (* 1980), japanischer Fußballspieler
- Yamazaki, Yuka (* 1980), japanische Fußballspielerin
- Yamazaki, Yūki (* 1990), japanischer Fußballspieler

### Yamb
- Yambulatov, Rustam (* 1950), usbekischer Sportschütze

### Yame
- Yameen, Abdulla (* 1959), maledivischer Politiker
- Yaméogo, Hermann (* 1948), burkinischer Politiker
- Yaméogo, Jacques (1943–2010), burkinischer Fußballtrainer
- Yaméogo, Maurice (1921–1993), burkinischer Politiker, Präsident von Burkina Faso
- Yaméogo, Narcisse (* 1980), burkinischer Fußballspieler
- Yaméogo, Pierre (1955–2019), burkinischer Filmregisseur

### Yamg
- Yamgnane, Kofi (* 1945), französischer Politiker (PS), Mitglied der Nationalversammlung

### Yami
- Yami, Hamad al- (* 1999), saudi-arabischer Fußballspieler
- Yami, Salem al (* 1982), saudischer Sprinter
- Yamin, Antonia (* 1988), deutsch-israelische JournalistinAntonia Yamin (* 1988)

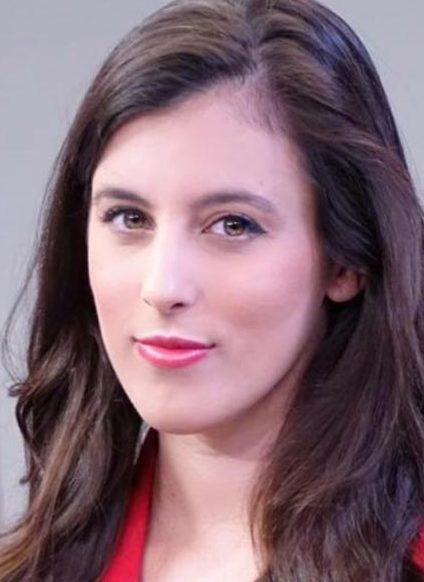
Antonia Yamin (* 1988)

- Yamin, Farhana, britische Umweltanwältin und Expertin für Klima- und Entwicklungspolitik
- Yamiq, Jawad El (* 1992), marokkanischer Fußballspieler

### Yamm
- Yammine, Habib (* 1956), libanesischer Musiker, Komponist und Musikwissenschaftler
- Yammine, Lamia (* 1974), libanesische Politikerin

### Yamo
- Yamoah, Evans (* 2000), ghanaischer Hochspringer
- Yamoah, Jordan (* 1993), ghanaischer Stabhochspringer
- Yamolki, Mustafa (1866–1936), osmanischer Mirliva, Richter, Minister und Journalist

### Yamp
- Yampolsky, Mariana (1925–2002), US-amerikanische Künstlerin
- Yampolsky, Philip B. (1920–1996), US-amerikanischer Übersetzer japanischer Literatur und Buddhismuskundler

### Yamr
- Yamrali, Ata (* 1982), afghanischer Fußballnationalspieler

### Yamu
- Yamuni Tabush, Miguel (1915–2013), costa-ricanischer Diplomat
- Yamura, Ken (* 1997), japanischer Fußballspieler
- Yamut, Nuri (1890–1961), türkischer General